# Doradca zawodowy
Doradca zawodowy – osoba udzielająca pomocy w wyborze zawodu i kierunku kształcenia w formie grupowych i indywidualnych porad zawodowych, uwzględniając możliwości psychofizyczne i sytuację życiową klientów, a także potrzeby rynku pracy oraz możliwości systemu edukacyjnego. Doradca pomaga nie tylko w wyborze zawodu i szkoły, ale także przy zmianie zawodu, wybraniu drugiego kierunku studiów, samozatrudnieniu czy poszukiwaniu pracy. Doradca poprzez współpracę z klientem, zaznajamia go z nowymi sposobami kontaktowania się z pracodawcą, sposobami poszukiwania pracy oraz możliwościami zawodowymi na rynku pracy.

## Cechy profesjonalnego doradcy zawodowego
- świadomość własnych potrzeb, motywów, uprzedzeń tak, aby nie wpływały one na jakość pracy,
- szacunek dla różnic indywidualnych i społecznych,
- wiara w możliwość jednostkowego rozwoju,
- szacunek dla autonomii klienta,
- profesjonalizm (wiedza, odpowiedzialność i świadomość ograniczeń roli doradcy),
- aktywne zainteresowanie i pozytywne nastawienie do przemian społeczno-ekonomicznych,
- otwartość na nowe cele oraz chęć stałego podnoszenia własnych kwalifikacji.

Doradca zawodowy musi być osobą wiarygodną. Wiarygodność odgrywa zasadnicze znaczenie, gdy ludzie kontaktują się z osobami, które z racji pełnionej roli zawodowej powinny służyć im pomocą, tj. pełnią określoną służbę publiczną. Na wiarygodność w tej sytuacji składają się dwa główne elementy:
- kompetencje definiowane jako znajomość przedmiotu i poruszanych kwestii,
  - doradca zawodowy musi doskonale orientować się w zjawiskach zachodzących na rynku pracy oraz warunkach i możliwościach zatrudnienia na lokalnym rynku pracy, dostępnej ofercie szkoleniowej i kształceniowej, wykazywać znajomość w zakresie odpowiednich ustaw itp.,
  - powinien umieć odpowiedzieć na każde zadane mu przez klienta pytanie,
  - unikanie odpowiedzi, lekceważenie pytań, odpowiadanie nie wprost, zbyt częste mówienie „nie wiem” lub „to nie ma znaczenia” powoduje, że dana osoba odbierana jest jako niewiarygodna i nie zasługująca na zaufanie.
- obiektywność, czyli unikanie tendencyjnego i stronniczego przedstawiania rozwiązań czy różnych możliwości stojących przed klientem,
  - doradca zawodowy powinien rzetelnie zaprezentować klientowi wszystkie możliwości i rozwiązania, a nie selektywnie je wybierać,
  - nie należy pomijać żadnej z możliwości, którą ewentualnie mógłby wykorzystać klient, chociaż niektóre mogą wydawać się doradcy zupełnie nierealne, bowiem wyboru danego rozwiązania dokonuje nie on, ale sam klient,
  - doradca powinien również starać się przedstawiać zarówno korzystne, jak i negatywne aspekty danego rozwiązania, czyli prezentować go z różnych punktów widzenia.

W pracy doradcy zawodowego powinny być wykorzystywane podstawowe narzędzia komunikacyjne, takie jak:
- formułowanie pytań
- parafrazowanie
- aktywne słuchanie
- komunikacja niewerbalna.